# جونينيو كابرال
جونينيو كابرال هو لاعب كرة قدم برازيلي في مركز الهجوم، ولد في 10 مارس 1992 في Laguna Carapã ‏ في البرازيل. لعب مع نادي بران ونادي فلوريانا.

## وصلات خارجية
- جونينيو كابرال على موقع قاعدة بيانات كرة القدم.إي يو (الإنجليزية)